# 大针薹草
大针薹草（学名：Carex uda）为莎草科薹草属的植物。分布在朝鲜、俄罗斯远东地区、日本以及中国大陆的黑龙江、吉林等地，生长于海拔500米的地区，见于阔叶红松林中湿地，目前尚未由人工引种栽培。